# 시맨스 저축은행
시맨스 저축은행(영어: Seamen's Savings Bank)은 해운업계, 특히 선원들을 위한 은행이었다. 1829년에 설립되어 1990년까지 운영되었으며, 그 후 미국 정부에 의해 지급 불능으로 압류되어 자산이 체이스에 매각되었다.

## 역사

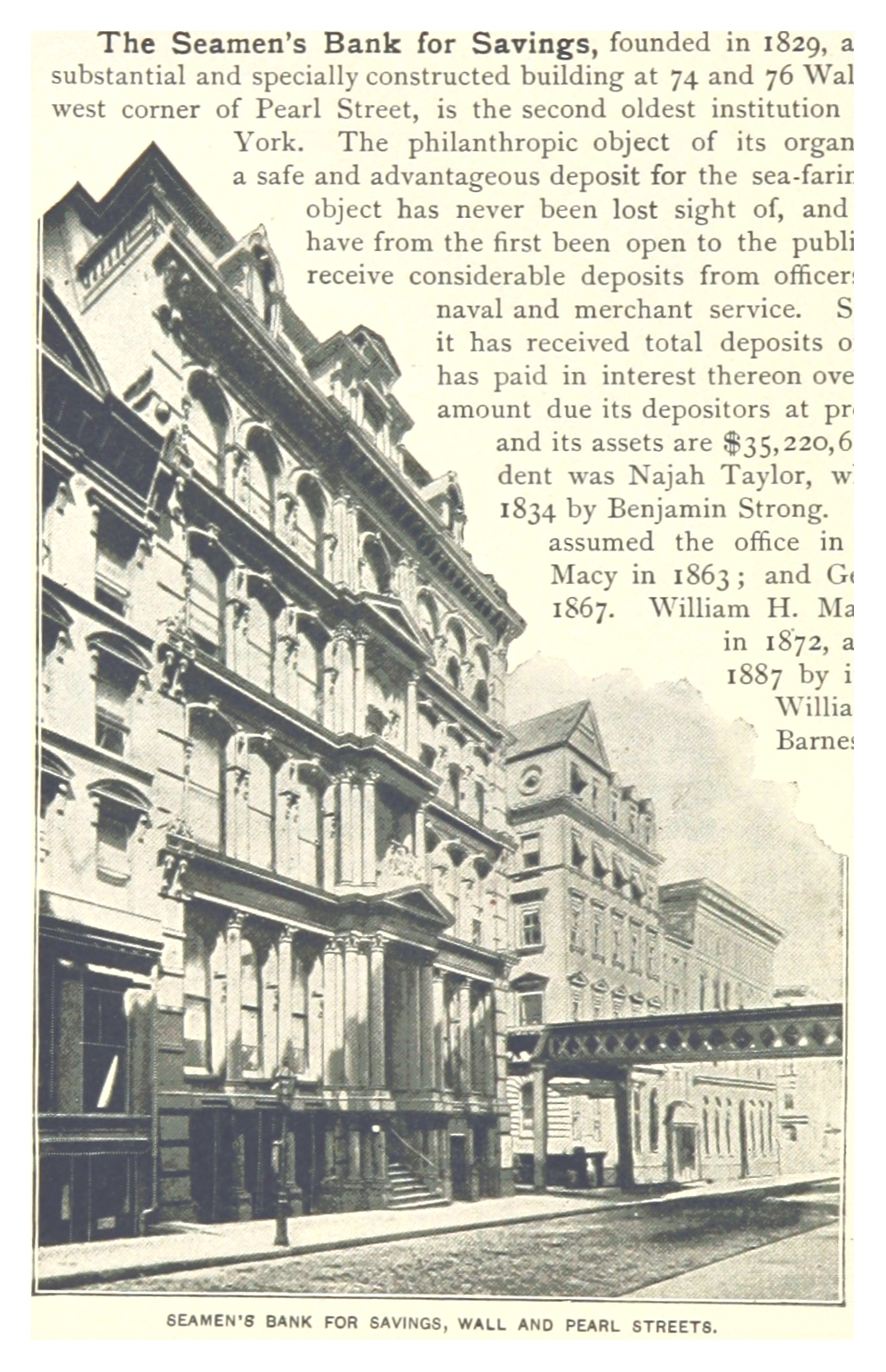
로어맨해튼의 74 월 스트리트와 펄 스트리트에 있는 은행 건물

이 은행은 1829년 5월 11일 뉴욕에서 선원과 그 가족의 이익을 위한 상호 저축은행으로 인가받았다. 이 은행은 미국에서 가장 오래된 저축은행 중 하나였으며, 뉴욕시에 설립된 최초의 저축은행이었다. 은행의 초대 총재는 저명한 상인이자 박애주의자인 펠라티아 페릿이었다.
이 은행은 1857년 예금자들이 은행으로 몰려들었던 1857년 공황을 포함하여 여러 차례의 금융 위기를 이겨냈다. 은행은 모든 채무를 지불하고 명성을 유지할 수 있었다. 또한 세일러스 스너그 하버와 뉴욕 뉴저지 선원 교회 협회와 같이 선원과 관련된 다양한 자선 사업을 지원했다.
이 은행은 본사를 여러 번 옮겼지만 항상 맨해튼 금융 지구에 남아 있었다. 1926년, 은행은 건축가 마크 에이들리츠가 설계한 새로운 건물을 74 월 스트리트에 지었다. 이 부지는 18세기에 뉴욕시의 노예 시장이 있던 곳으로 알려져 있다. 은행 건물은 배와 인어를 포함한 해양 테마 장식으로 꾸며진 아치형 입구가 특징이다. 이 건물은 현재 미국 국립사적지에 등재된 뉴욕시 랜드마크이다.
이 은행은 1983년에 연방 인가를 받아 1985년 12월에 상장되었다. 해운업계를 넘어 서비스와 고객 기반을 확대하여 다양한 예금 및 대출 상품을 제공했다. 또한 맨해튼, 웨스트체스터, 나소 및 서퍽 카운티에 13개의 지점을 열었다.
그러나 이 은행은 부실 대출과 투자로 손실을 입었고, 연방 예금 보험 공사(FDIC)가 정한 자기 자본 요건을 충족하지 못했다. 1990년 4월 18일, 은행은 지급 불능 상태로 미국 정부에 의해 압류되었다. FDIC는 은행의 자산과 부채를 체이스에 매각했으며, 체이스는 은행의 예금과 지점을 인수했다. 폐쇄 당시 은행은 21억 달러의 자산과 170,000명의 예금자를 보유하고 있었다.

## 출판물
이 은행은 다음과 같이 역사와 서비스에 관한 여러 책자와 팸플릿을 발행했다.
- Seaman's Bank, 125 Years in Step with New York! by Michael G. Michalis (1954)[7][8]
- 30 Wall; From 17th Century Stockade to the New Main Office of the Seamen's Bank for Savings in the City of New York (1955)[9]
- The Maritime Collection of the Seamen's Bank for Savings (1960)[10]
- The Mural Paintings in the Seamen's Bank for Savings in the City of New York (1961)[11]
- Wall Street, 1880 (1965)[12]
- Maritime America; A Salute to Our Country's 200th Anniversary (1976)[8]

## 수집품
이 은행은 고객과 대중에게 다양한 수집품과 기념품을 제공했다.
- 새 계좌 개설 시 증정하는 "조리 세일러" 도자기 동전 저금통
- 프레스콧 W. 바스톤이 디자인한 "세바스찬 미니어처" 기압계 (아메리카 원주민, 선장, 독수리 형상)
- 뉴욕시 지하철 노선도 및 도로 지도 (1957)
- 각인된 지포 라이터
- 125주년 기념 수지 달러 동전
- 소장품 중 고든 그랜트의 키 큰 배 이미지 재현이 있는 식탁 매트
- 빌 슈스틱이 연주한 뱃노래 LP 레코드 (1976)

## 갤러리

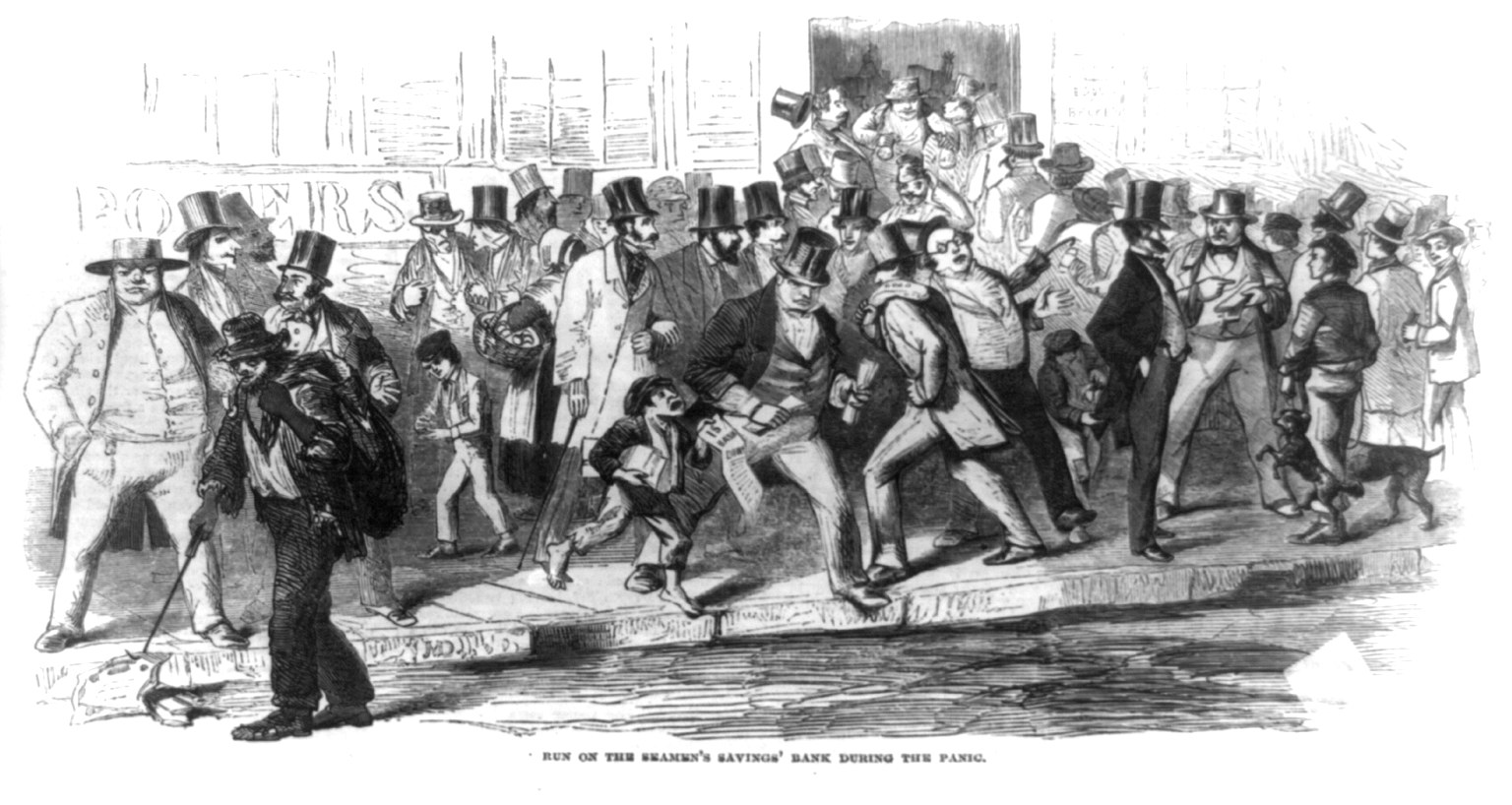
1857년 은행 뱅크런 목판화
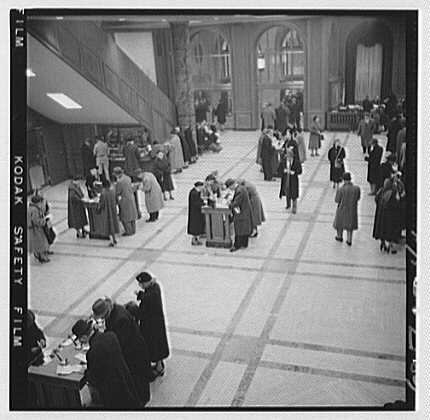
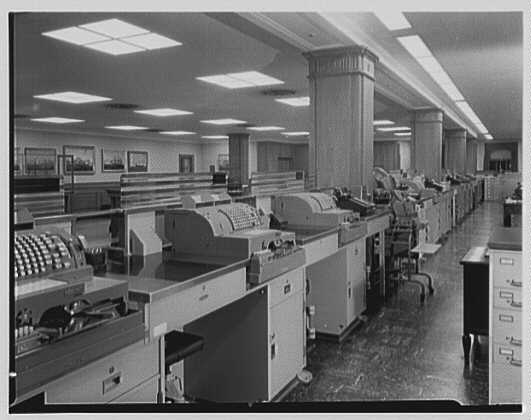
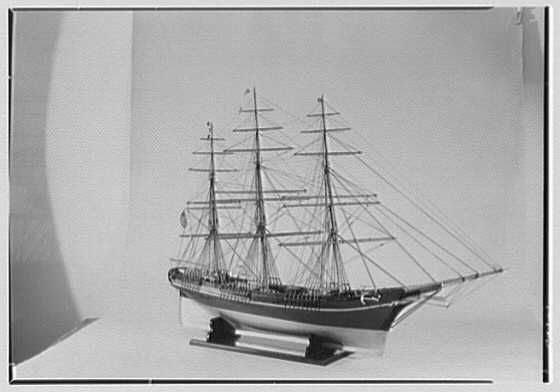
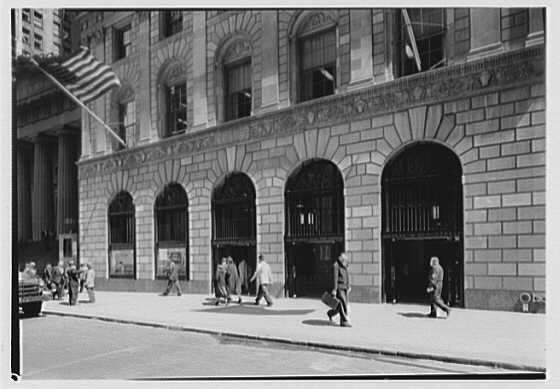
30 월 스트리트
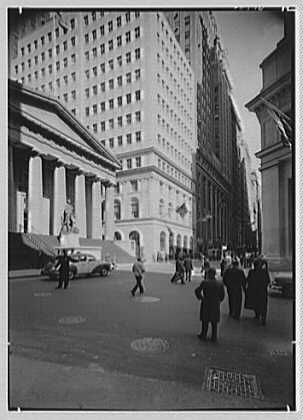
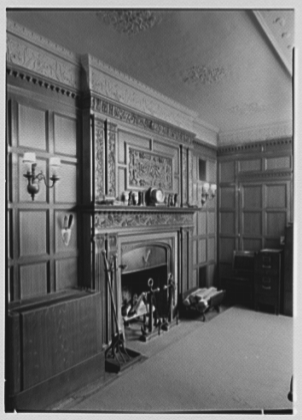
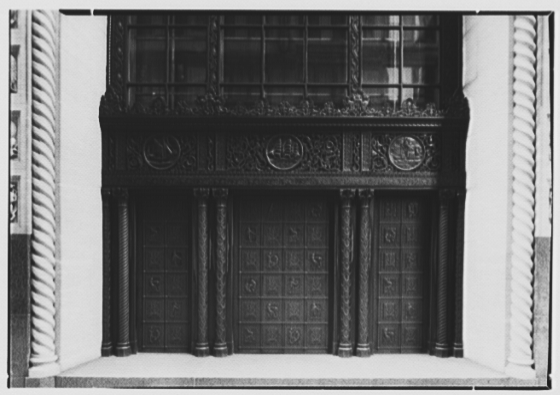
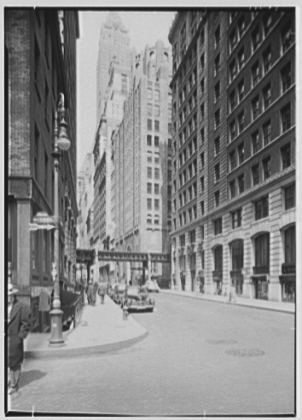
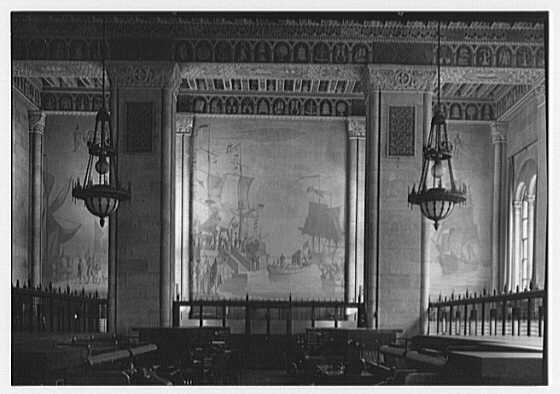
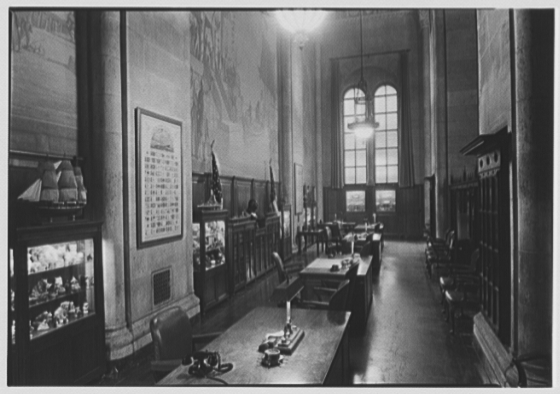
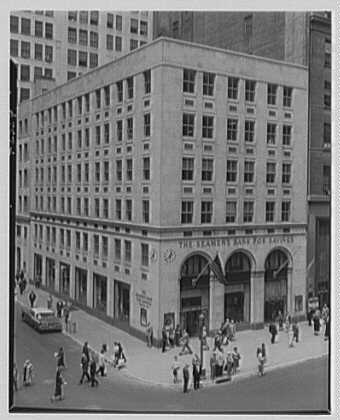
546 5번가 (1990년에 고층 건물로 대체된 것으로 보임)